# 谢米卢基区
谢米卢基区（俄语：Семилукский район）是俄罗斯联邦沃罗涅日州下辖的一个区，其行政中心为谢米卢基。据2016年统计，该区的人口为67836人。